# 姜天錫
姜天錫（1436年—1495年），字祐之，四川都司寧川衛軍籍，治《易經》，年三十四歲中式成化五年己丑科第三甲第一百二十一名進士。六月十四日生，行四，曾祖姜文清；祖姜時秀；父姜澄；前母李氏；前母蔣氏；蔣氏。慈侍下，妻馬氏，繼妻耿氏；童氏；兄天鍾；天鏞；天鐸。由國子生中式四川鄉試第三十五名舉人，會試中式第一百三十二名。